# Yoshifumi Ono
Yoshifumi Ono (大野 貴史 Ono Yoshifumi?, nacido el 22 de mayo de 1978 en Osaka) es un exfutbolista japonés. Jugaba de defensa y su último club fue el Shizuoka FC de Japón.

## Trayectoria

### Clubes
| Club                 | País  | Año         |
| -------------------- | ----- | ----------- |
| Consadole Sapporo    | Japón | 1997 - 2000 |
| Montedio Yamagata    | Japón | 2001 - 2002 |
| Shizuoka FC          | Japón | 2003        |
| Okinawa Kariyushi FC | Japón | 2004        |
| Shizuoka FC          | Japón | 2004 - 2005 |

## Palmarés

### Títulos nacionales
| Título    | Club              | País  | Año  |
| --------- | ----------------- | ----- | ---- |
| J2 League | Consadole Sapporo | Japón | 2000 |